# Pedaria demeyeri
Pedaria demeyeri là một loài bọ cánh cứng trong họ Bọ hung (Scarabaeidae).